# Sakao (Malampa)
Sakao, auch Sakao Island oder Ilé Sakao, ist eine kleine unbewohnte Insel nahe der Südostküste der zweitgrößten vanuatuischen Insel Malakula.
Sakao ist dicht bewachsen, liegt knapp einen Kilometer nördlich der Maskelyne-Inseln und gehört wie diese zur Provinz Malampa.